# Acaeropa indica
Acaeropa indica är en insektsart som först beskrevs av Bolívar, I. 1884.  Acaeropa indica ingår i släktet Acaeropa och familjen Pamphagidae. Inga underarter finns listade i Catalogue of Life.